# Палермо протокол Уједињених Нација
Палермо протокол Уједињених Нација или Протокол о превенцији, сузбијању, кажњавању трговине људима, нарочито женама и децом (такође називан и Протокол о трговини људима или УН ТИП Протокол) је протокол уз Конвенцију Уједињених нација против транснационалног организованог криминала. То је један од три протокола из Палерма, поред Протокола против кријумчарења миграната копном, морем и ваздухом и Протокола против недозвољене производње и трговине ватреним оружјем.
Протокол је усвојила Генерална скупштина Уједињених нација 2000. године, а протокол је ступио на снагу 25. децембра 2003. До новембра 2022. године ратификовало га је 180 држава.
Канцеларија Уједињених нација за борбу против дроге и криминала (УНОДЦ) надзире спровођење протокола. Она нуди практичну помоћ државама у изради нацрта закона, креирању свеобухватних националних стратегија за борбу против трговине људима и пружању помоћи у ресурсима за њихово спровођење. У марту 2009. УНОДЦ је покренуо Кампању Плаво срце за борбу против трговине људима, за подизање свести и за подстицање укључивања и подстицање акције.
Протокол обавезује државе које су ратификовале да спречавају и сузбијају трговину људима, штите и помажу жртвама трговине људима и промовишу сарадњу међу државама у циљу испуњавања тих циљева.

## Садржина протокола
Протокол садржи следеће одредбе:
- Дефиницију трговине људима; да би се сматрало трговином људима понашање мора да испуни три услова: радњу (тј. врбовање), начин (употребу силе или обмане) и сврху (у сврху принудног рада).
- „Трговина људима“ значи регрутовање, превоз, пребацивање, скривање или прихватање лица, уз претњу или употребу силе или других облика принуде, отмице, преваре, обмане, злоупотребе моћи или рањивог положаја или давања или примања плаћања или бенефиција за постизање пристанка особе која има контролу над другом особом, у сврху експлоатације. Експлоатација обухвата, у најмању руку, експлоатацију проституције других или друге облике сексуалне експлоатације, принудни рад или услуге, ропство или праксе сличне ропству, служење или вађење органа... Пристанак жртве трговине људима код особа за намеравану експлоатацију која је наведена биће ирелевантна ако је коришћено било које од средстава наведених.
- Омогућавање повратка и прихватања деце која су била жртве прекограничне трговине, уз дужно поштовање њихове безбедности.
- Забрана трговине децом (која се дефинише као особе млађе од 18 година) у сврхе комерцијалне сексуалне експлоатације деце (ЦСЕЦ), експлоататорске радне праксе или уклањања делова тела.
- Укидање родитељских права родитеља, старатеља или било које друге особе која има родитељска права у односу на дете ако се утврди да су продали дете.
- Осигурати да дефиниције трговине људима одражавају потребу за посебним заштитним мерама и бригом о деци, укључујући одговарајућу правну заштиту.
- Осигурати да жртве трговине људима не буду кажњене за било које прекршаје или активности везане за њихову трговину, као што су проституција и кршење имиграције.
- Осигурати да жртве трговине буду заштићене од депортације или повратка када постоје оправдани разлози за сумњу да би такав повратак представљао значајан безбедносни ризик за жртве трговине људима или њихову породицу.
- Разматрање привременог или сталног боравка у земљама транзита или одредишта за жртве трговине људима у замену за сведочење против наводних трговаца људима, или из хуманитарних и саосећајних разлога.
- Предвиђање сразмерних кривичних казни које ће се примењивати на лица која су проглашена кривима за трговину људима уз отежавајуће околности, укључујући кривична дела која укључују трговину децом или кривична дела која су починили или укључују саучесништво од стране државних службеника.
- Предвиђено одузимање инструмената и прихода стечених трговином људима и сродним кривичним делима који ће се употребити у корист жртава трговине људима.
- Конвенција и протокол обавезују државе које их ратификују да уведу национално законодавство о трговини људима.

## Иницијативе за борбу против трговине људима на регионалном плану
У Варшави је 16. маја 2005. године отворена за приступање Конвенцији Савета Европе о борби против трговине људима. Конвенција је основала Групу експерата за борбу против трговине људима (ГРЕТА) која прати спровођење конвенције кроз извештаје земаља. Ратификовало га је до јануара 2016. године 45 европских држава, док га је Турска потписала, али га још није ратификовала.
Комплементарна заштита је обезбеђена кроз Конвенцију Савета Европе о заштити деце од сексуалне експлоатације и сексуалног злостављања из Ланзарота.
Поред тога, Европски суд за људска права Савета Европе у Стразбуру донео је пресуде које се односе на трговину људима којима су прекршене обавезе из Европске конвенције о људским правима: Силиадин против Француске, пресуда од 26. јула 2005. и Ранцев против Кипра и Русија, пресуда од 7. јануара 2010. године.
Савет Европе блиско сарађује са Уједињеним нацијама.